# ジャン＝ルー・ガイイ
ジャン＝ルー・ガイイ(Jean-Loup Gailly)はgzipの原著作者である。彼はInfo-ZIPのポータブルアーカイバにおける圧縮コードを作成し、PKZIPアーカイバと互換性のある、MS-DOS用のツールを作成した。彼はマーク・アドラーと共同でzlib圧縮ライブラリを作り上げた。
彼は、マーク・ネルソン(Mark Nelson)のThe Data Compression Bookにおけるフラクタル画像圧縮(fractal image compression)の章を執筆している。
1990年から1995年にかけて、彼は、ChorusOSマイクロカーネルのリアルタイム実行性を設計していた。
1999年から2001年にかけては、彼は、Mandrakesoftの最高技術責任者(CTO)を務めた。
2006年10月からは、彼は、Googleに技術先導マネージャ(Tech. Lead Manager)として勤務している。
2009年にはマーク・アドラーと共にzlibアルゴリズム開発の功績を讃えられ、USENIX Software Tools User Group(STUG)アワードを受賞している。
彼は現在コンピュータセキュリティ分野と囲碁に興味を持っている。